# Sainrapt et Brice
Sainrapt et Brice International est une entreprise française du Bâtiment et travaux publics (BTP), créée au XIXe siècle. Elle appartient aujourd'hui au groupe Vinci. C'est une société participations sans activité économique directe.

## Création de l'entreprise
L'entreprise est créée par Michel Sainrapt, en 1852. Elle est alors spécialisée dans les travaux de consolidation et de fondations spéciales. En 1901, Alexis Brice, ingénieur s'associe à Irma Sainrapt, veuve du fondateur.

## Développement dans l'entre-deux-guerres
Succédant à son père, Pierre-Louis Brice devient le patron de l'entreprise Sainrapt et Brice, cinquième entreprise du BTP en France dans les années 1930. De 1929 à 1933 Sainrapt & Brice réalise les travaux d'extension du port de Dunkerque en consortium avec les entreprises Polensky & Zollner de Berlin et Wayss & Freitag de Francfort (nouvelle écluse, môle d'accostage, extension de 700 m des jetées pleine mer). Il s'agit d'un des chantiers réglant la question du refus de l'Allemagne de payer les indemnités de guerre 14-18.
L'entreprise a une croissance rapide mais reste familiale. Le conseil d'administration est formé par les héritiers des familles Sainrapt et Brice, parmi lesquels Pierre Brice et sa sœur, Mme Bassot.

## Rôle sous l'occupation
Sous l'occupation, l'entreprise participe activement à la construction du mur de l'Atlantique.
En 1944, les Francs-tireurs et partisans (FTP) envahissent les entrepôts de Sainrapt et Brice à Ivry-sur-Seine, société désignée comme un modèle de collaboration économique.
La Libération fait du procès de Pierre-Louis Brice un procès emblématique de la collaboration économique. Il est condamné et démis de ses fonctions.

## Poursuite de l'activité
L’entreprise a cependant le droit de poursuivre son activité. Elle travaille sur le port de Dunkerque dès 1947 et vers 1950, sur la chute de Carla-sur-l’Agout près de Castres et sur la reconstruction de la ville de Brest avec les premières tours dans le quartier de Quéliverzan.
Édouard Mazé, militant CGT tué par la police à Brest en 1950, était salarié de l’entreprise Sainrapt et Brice. Le chanteur Guy Béart fut, après la guerre, ingénieur au bureau d'études de cette entreprise.
La Société Sainrapt et Brice a participé en Égypte au sauvetage du temple d'Amada.
Sainrapt et Brice s’oriente vers l'Afrique, grâce à sa filiale Satom. Cependant, la maison-mère Sainrapt et Brice traverse une profonde récession. 
Elle est reprise par le groupe Devars-Naudo, puis fusionne en 1981 avec la Société générale d'entreprises (SGE).

## Aujourd'hui
L'entreprise fait désormais partie du groupe Vinci et détient quelques participations.